# IC 656
IC 656 је галаксија у сазвјежђу Лав која се налази на листи објеката дубоког неба у Индекс каталогу.
Деклинација објекта је + 17° 36' 42" а ректасцензија 10h 55m 8,8s. Привидна величина (магнитуда) објекта IC 656 износи 15,0 а фотографска магнитуда 16,0.